# Гура-Серецій
Гура-Серецій (рум. Gura Sărății) — село у повіті Бузеу в Румунії. Входить до складу комуни Мерей.
Село розташоване на відстані 87 км на північний схід від Бухареста, 14 км на захід від Бузеу, 113 км на захід від Галаца, 100 км на південний схід від Брашова.

## Населення
За даними перепису населення 2002 року у селі проживали 214 осіб, усі — румуни. Усі жителі села рідною мовою назвали румунську.